# Jovanka Houska
Jovanka Houska (Londra, 10 giugno 1980) è una scacchista britannica.
Il suo cognome slavo le deriva suo padre Mario Houska, nato a Londra da famiglia proveniente dalla Cecoslovacchia.
Ha ottenuto il titolo di Grande Maestro Femminile nel 2000 e di Maestro Internazionale nel 2005.

## Principali risultati
Nove volte vincitrice del campionato britannico femminile (2008, 2009, 2010, 2011, 2012, 2016, 2017, 2018 e 2019).
Con la nazionale inglese femminile, dal 1998 al 2014 ha partecipato a 8 edizioni delle olimpiadi degli scacchi (4 volte in prima scacchiera), ottenendo complessivamente il 60,8% dei punti.
Nel 2000 ha vinto a Avilés il campionato europeo juniores femminile, davanti a Viktorija Čmilytė. Nel 2001 ha vinto a Londra il campionato del Commonwealth femminile, disputato in concomitanza con la Mind Sports Olympiad.
Ha partecipato a diverse edizioni del Festival internazionale di Gibilterra, ottenendo il primo posto tra le donne (ex æquo con Antoaneta Stefanova) nell'edizione del 2007.
Ha ottenuto il suo massimo rating FIDE in luglio 2010, con 2433 punti Elo.
Jovanka Houska ha scritto alcuni libri di scacchi, tra i quali:
- Play the Caro-Kann, Everyman Chess, 2007
- Starting Out: The Scandinavian, Everyman Chess, 2009
- Dangerous Weapons: The Caro-Kann (con John Emms e Richard Palliser), Everyman Chess, 2010
- Opening Repertoire. The Caro-Kann, Everyman Chess, 2015